# Piotr Nowakowski
Piotr Nowakowski (Żyrardów, 18 dicembre 1987) è un pallavolista polacco, centrale del Projekt Warszawa.

## Palmarès

### Club
- Campionato polacco: 3

2011-12, 2012-13, 2014-15
- Coppa di Polonia: 2

2007-08, 2017-18
- Supercoppa polacca: 1

2013

### Nazionale (competizioni minori)
- Memorial Hubert Wagner 2008
- Memorial Hubert Wagner 2010
- Memorial Hubert Wagner 2012
- Memorial Hubert Wagner 2013
- Memorial Hubert Wagner 2015
- Memorial Hubert Wagner 2016
- Memorial Hubert Wagner 2018
- Memorial Hubert Wagner 2021

### Premi individuali
- 2010 - Memoria Hubert Wagner: Miglior muro
- 2015 - Champions League: Miglior centrale
- 2015 - Memorial Hubert Wagner: Miglior muro
- 2015 - Coppa di Polonia: Miglior muro
- 2018 - Coppa di Polonia: Miglior servizio
- 2018 - Memorial Hubert Wagner: Miglior servizio
- 2018 - Campionato mondiale: Miglior centrale
- 2021 - Memorial Hubert Wagner: Miglior muro
- 2021 - Campionato europeo: Miglior centrale